# سافت‌تنیس
سافت‌تنیس (به انگلیسی: Soft tennis) گونه ای ورزش راکتی است که در زمینی متشکل از دو نیمه که با یک تور در میان آن از هم جدا شده‌است انجام می‌شود. مانند ورزش تنیس رقابت‌های این ورزش نیز به صورت انفرادی و دونفره برگزار می‌شود و هرطرف باید با ضربه به توپ آن را به طرف مقابل خود بفرستد با این هدف که طرف مقابل قادر به بازگرداندن آن نباشد. تفاوت ورزش تنیس با سافت‌تنیس استفاده از توپ‌های نرم لاستیکی به‌جای توپ‌های زردرنگ می‌باشد. در آغاز رقابت‌های سافت‌تنیس در آسیا به ویژه ژاپن، تایوان، کره جنوبی و تایلند برگزار می‌شد تا در سال ۲۰۰۶ (میلادی) این ورزش به اروپا نیز راه یافت.

## انجمن سافت تنیس ایران
انجمن سافت تنیس ایران با هدف معرفی و توسعه این ورزش جذاب و کاربردی تأسیس شده است. این ورزش، به دلیل ایمنی بالا، سبک بودن تجهیزات و سادگی قوانین، مناسب تمامی سنین از کودکان تا بزرگسالان است.
آدرس مجموعه سافت تنیس ایران در بزرگراه آیت الله هاشمی رفسنجانی، مجموعه ورزشی انقلاب است .